# Tevet

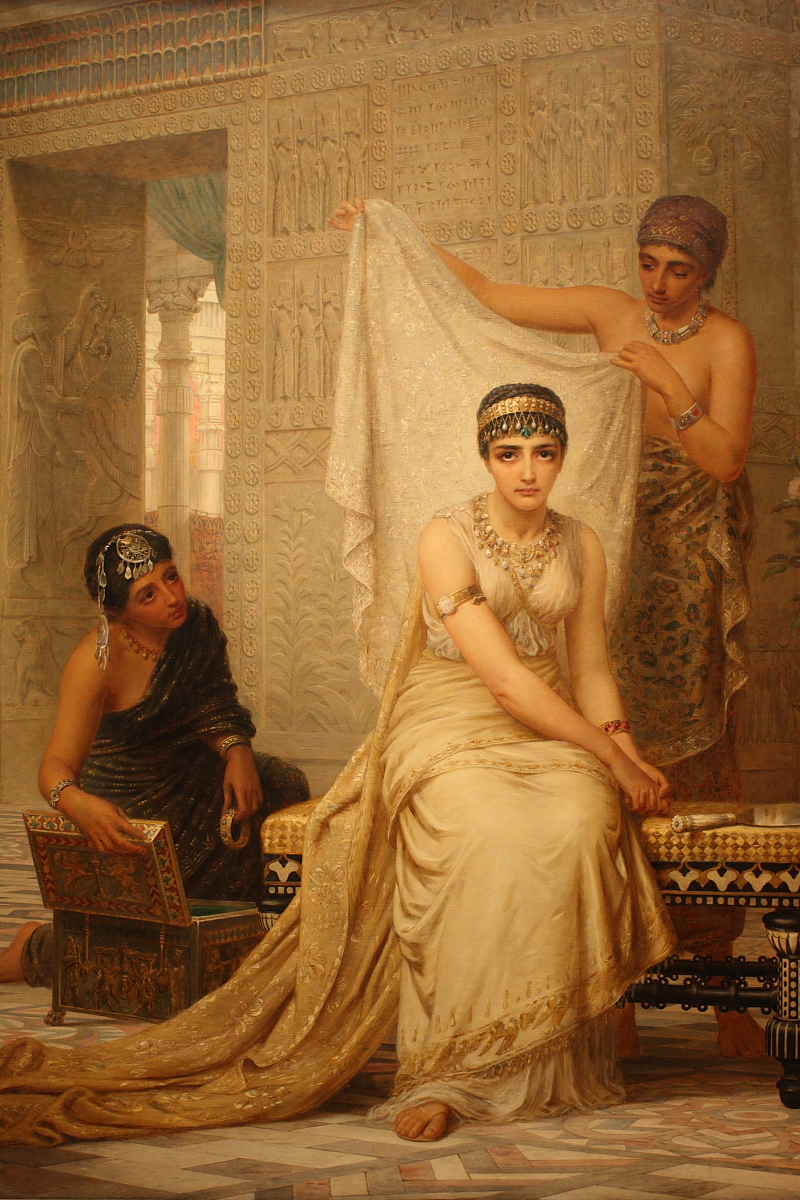

Tevet (do hebraico טֵבֵת) é o quarto mês do ano civil e o décimo mês do ano eclesiástico no calendário hebraico. Segue Kislev e precede Shevat. É um mês de 29 dias. Tevet geralmente ocorre em dezembro-janeiro no calendário gregoriano. No calendário babilônico, seu nome era Araḫ Ṭebētum, o "mês lamacento".

## Ano novo gregoriano
O Dia Gregoriano de Ano Novo (1 de janeiro) quase sempre ocorre neste mês. Apenas raramente ocorrerá em qualquer um dos dois meses vizinhos (Kislev ou Shevat).

## Feriados em Tevet
- 25 Kislev – 2 Tevet – Hanukkah (ou 3 Tevet se o Kislev for curto)
- 10 Tevet - Décimo de Tevet (Asara beTevet), um dia de jejum

### Feriados comunitários
- 5 Tevet é comemorado como um feriado pelo Chabad Hasidim, comemorando o veredicto de 1987 sobre uma reivindicação de herança nos livros do Rabino Joseph Isaac Schneersohn.

## Tevet na história e tradição judaica
- 1 Tevet (cerca de 479 aC) – Esther foi levada ao palácio do rei Achashverosh, levando-a a se tornar rainha (Livro de Ester 2:16-17).
- 10 Tevet (588 aC) – os exércitos de Nabucodonosor II sitiam Jerusalém ; agora comemorado como um dia de jejum.
- 9 de Tevet (1066) – Ocorre o massacre de Granada em 1066, quando uma multidão muçulmana massacra 4.000 judeus em toda a cidade.
- 10 Tevet (479 aC) – Esther aparece diante de Achashverosh pela primeira vez e é escolhida por ele para ser a rainha.
- 11 Tevet (1668) – Os judeus foram expulsos de Viena, Áustria, durante o reinado do Sacro Imperador Romano Leopoldo o Primeiro.
- 17 Tevet (1728) – Shearith Israel, a primeira sinagoga de Nova York, ergue seu primeiro edifício em Lower Manhattan.
- 20 Tevet (1483) – O primeiro volume do Talmude Babilônico, o tratado Berachot, é impresso em Soncino, Itália.
- 22 Tevet (1496) – Expulsão dos judeus de Portugal, quatro anos após a expulsão de Espanha.
- 24 de Tevet (século III aC) – os anciãos judeus obtêm a tradução da Bíblia hebraica para o grego (Septuaginta) para Ptolomeu II Filadelfo.[1]
- 24 Tevet (1812) - Morte do Alter Rebe fundador da filosofia Chabad e autor do Tanya e Shulchan Aruch HaRav.
- 25 Tevet (1559) – Publicado Chovot HaLevavot
- 25 Tevet (cerca de 332 aC) - Alexandre, o Grande, conheceu o sumo sacerdote depois que os samaritanos disseram que os judeus pretendiam traí-lo.[2]
- 28 Tevet (81 aC) – Shimon ben Shetach expulsa os saduceus do Sinédrio, substituindo-os por seus discípulos farisaicos leais à Mishná.[3]